# Llista de traspassos de clubs de futbol de primera divisió espanyola al mercat d'estiu de 2020
La següent és una llista de traspassos de clubs de la primera divisió espanyola de futbol al mercat d'estiu previ a la temporada 2020-21.
A causa de la pandèmia de COVID-19 i els seus efectes en les lligues d'arreu del món, la FIFA va anunciar que el mercat d'estiu es mantenia en les mateixes dates però amb algunes consideracions en funció de les condicions del club de partida, i de tota manera, les federacions locals podrien modificar les dates a la seva conveniència. El 8 de juny de 2020, la RFEF i La Liga varen acordar començar la finestra de traspassos el 4 d'agost i donar-la per acabada el 5 octubre, ja que la temporada 2019–20 havia finalitzat el 19 de juliol després d'un parèntesi a causa de la Covid19.
Malgrat que uns pocs traspassos havien ja estat anunciats abans del començament del mercat, els jugadors traspassats no formen part del seu nou equip fins a la data oficial d'obertura de la finestra de mercat. Els jugadors sense club poden fitxar per un club en qualsevol moment, dins o fora de les dates de mercat. Els clubs que consten a continuació, de La Liga, poden rebre jugadors cedits en qualsevol moment. En cas de necessitat, poden també fitxar un porter si tots els altres no estan disponibles.

## Alavés
Entrenador:  Pablo Machín (1a temporada)

### Entrades
| Data             | Jugador           | Procedència         | Tipus           | Preu            | Ref    |
| ---------------- | ----------------- | ------------------- | --------------- | --------------- | ------ |
| 30 juny 2020     | John Guidetti     | Hannover 96         | Torna de cessió | Torna de cessió | [ 3 ]  |
| 30 juny 2020     | Olivier Verdon    | K.A.S. Eupen        | Torna de cessió | Torna de cessió | [ 4 ]  |
| 21 juliol 2020   | Adrián Diéguez    | AD Alcorcón         | Torna de cessió | Torna de cessió | [ 5 ]  |
| 21 juliol 2020   | Saúl García       | Rayo Vallecano      | Torna de cessió | Torna de cessió | [ 6 ]  |
| 21 juliol 2020   | Ramón Miérez      | CD Tenerife         | Torna de cessió | Torna de cessió | [ 7 ]  |
| 21 juliol 2020   | Javi Muñoz        | CD Tenerife         | Torna de cessió | Torna de cessió | [ 8 ]  |
| 27 juliol 2020   | Patrick Twumasi   | Gazişehir Gaziantep | Torna de cessió | Torna de cessió | [ 9 ]  |
| 4 agost 2020     | Ermedin Demirović | St. Gallen          | Torna de cessió | Torna de cessió | [ 10 ] |
| 8 agost 2020     | Anderson Emanuel  | CF Fuenlabrada      | Torna de cessió | Torna de cessió | [ 11 ] |
| 17 agost 2020    | Burgui            | Reial Saragossa     | Torna de cessió | Torna de cessió | [ 12 ] |
| 17 agost 2020    | Antonio Sivera    | UD Almería          | Torna de cessió | Torna de cessió | [ 13 ] |
| 23 agost 2020    | Deyverson         | Palmeiras           | Cessió          | Cessió          | [ 14 ] |
| 27 agost 2020    | Rodrigo Battaglia | Sporting CP         | Cessió          | Cessió          | [ 15 ] |
| 29 agost 2020    | Carlos Isaac      | Atlètic de Madrid B | Traspàs         | de franc        | [ 16 ] |
| 11 setembre 2020 | Florian Lejeune   | Newcastle United FC | Cessió          | Cessió          | [ 17 ] |
| 3 octubre 2020   | Tomás Tavares     | SL Benfica          | Cessió          | Cessió          | [ 18 ] |
| 4 octubre 2020   | Jota              | Aston Villa FC      | Traspàs         | de franc        | [ 19 ] |

### Sortides
| Data             | Jugador             | Destinació              | Tipus           | Preu            | Ref    |
| ---------------- | ------------------- | ----------------------- | --------------- | --------------- | ------ |
| 20 juliol 2020   | Oliver Burke        | West Bromwich Albion FC | Torna de cessió | Torna de cessió | [ 20 ] |
| 20 juliol 2020   | Víctor Camarasa     | Reial Betis             | Torna de cessió | Torna de cessió | [ 21 ] |
| 20 juliol 2020   | Ljubomir Fejsa      | SL Benfica              | Torna de cessió | Torna de cessió | [ 22 ] |
| 20 juliol 2020   | Lisandro Magallán   | AFC Ajax                | Torna de cessió | Torna de cessió | [ 23 ] |
| 20 juliol 2020   | Roberto             | West Ham United FC      | Torna de cessió | Torna de cessió | [ 24 ] |
| 20 juliol 2020   | Aleix Vidal         | Sevilla FC              | Torna de cessió | Torna de cessió | [ 25 ] |
| 4 agost 2020     | Ermedin Demirović   | SC Freiburg             | Traspàs         | €3.7M           | [ 26 ] |
| 27 agost 2020    | Ramón Miérez        | NK Osijek               | Cessió          | Cessió          | [ 27 ] |
| 29 agost 2020    | Carlos Isaac        | Albacete Balompié       | Cessió          | Cessió          | [ 16 ] |
| 1 setembre 2020  | Anderson Emanuel    | Club Bolívar            | Traspàs         | No revelat      | [ 28 ] |
| 4 setembre 2020  | José Luis Rodríguez | CD Lugo                 | Cessió          | Cessió          | [ 29 ] |
| 4 setembre 2020  | Patrick Twumasi     | Hannover 96             | Traspàs         | €700K           | [ 30 ] |
| 4 setembre 2020  | Olivier Verdon      | Ludogorets Razgrad      | Cessió          | Cessió          | [ 31 ] |
| 15 setembre 2020 | Adrián Diéguez      | CF Fuenlabrada          | Traspàs         | No revelat      | [ 32 ] |
| 18 setembre 2020 | Javi Muñoz          | CD Mirandés             | Cessió          | Cessió          | [ 33 ] |
| 28 setembre 2020 | Saúl García         | Sporting de Gijón       | Cessió          | Cessió          | [ 34 ] |
| 30 setembre 2020 | Jeando Fuchs        | Dundee United FC        | Traspàs         | No revelat      | [ 35 ] |
| 3 octubre 2020   | Ismael Gutiérrez    | Reial Betis             | Torna de cessió | Torna de cessió | [ 36 ] |
| 5 octubre 2020   | Rafa Navarro        | NK Istra                | Cessió          | Cessió          | [ 37 ] |

## Athletic Club
Entrenador:  Gaizka Garitano (3a temporada)

### Entrades
| Data           | Jugador         | Procedència            | Tipus           | Preu            | Ref    |
| -------------- | --------------- | ---------------------- | --------------- | --------------- | ------ |
| 30 juny 2020   | Cristian Ganea  | Viitorul Constanța     | Torna de cessió | Torna de cessió | [ 38 ] |
| 8 agost 2020   | Peru Nolaskoain | Deportivo de La Coruña | Torna de cessió | Torna de cessió | [ 39 ] |
| 24 agost 2020  | Andoni López    | Elx CF                 | Torna de cessió | Torna de cessió | [ 40 ] |
| 2 octubre 2020 | Álex Berenguer  | Torino FC              | Traspàs         | €10.5M          | [ 41 ] |

### Sortides
| Data             | Jugador           | Destinació         | Tipus   | Preu     | Ref    |
| ---------------- | ----------------- | ------------------ | ------- | -------- | ------ |
| 20 maig 2020     | Aritz Aduriz      | Retirat            | Retirat | Retirat  | [ 42 ] |
| 14 agost 2020    | Cristian Ganea    | Aris FC            | Traspàs | de franc | [ 43 ] |
| 1 setembre 2020  | Andoni López      | UD Logroñés        | Traspàs | de franc | [ 44 ] |
| 21 setembre 2020 | Mikel San José    | Birmingham City FC | Traspàs | de franc | [ 45 ] |
| 2 octubre 2020   | Gaizka Larrazabal | Reial Saragossa    | Traspàs | de franc | [ 46 ] |
| 13 novembre 2020 | Beñat             | Macarthur FC       | Traspàs | de franc | [ 47 ] |

## Atlètic de Madrid
Entrenador:  Diego Simeone (10a temporada)

### Entrades
| Data             | Jugador            | Procedència            | Tipus                 | Preu            | Ref    |
| ---------------- | ------------------ | ---------------------- | --------------------- | --------------- | ------ |
| 30 juny 2020     | Caio Henrique      | Grêmio                 | Torna de cessió       | Torna de cessió | [ 48 ] |
| 26 juliol 2020   | Nehuén Pérez       | FC Famalicão           | Torna de cessió       | Torna de cessió | [ 49 ] |
| 7 agost 2020     | Nikola Kalinić     | AS Roma                | Torna de cessió       | Torna de cessió | [ 50 ] |
| 8 agost 2020     | Víctor Mollejo     | Deportivo de La Coruña | Torna de cessió       | Torna de cessió | [ 51 ] |
| 8 agost 2020     | Francisco Montero  | Deportivo de La Coruña | Torna de cessió       | Torna de cessió | [ 52 ] |
| 14 agost 2020    | Álvaro Morata      | Chelsea FC             | Clàusula de rescissió | €56M            | [ 53 ] |
| 20 agost 2020    | Ivo Grbić          | Lokomotiva             | Traspàs               | €3.5M           | [ 54 ] |
| 8 setembre 2020  | Yannick Carrasco   | Dalian Professional    | Clàusula de rescissió | €29.7M          | [ 55 ] |
| 23 setembre 2020 | Luis Suárez        | FC Barcelona           | Traspàs               | de franc        | [ 56 ] |
| 5 octubre 2020   | Lucas Torreira     | Arsenal FC             | Cessió                | Cessió          | [ 57 ] |
| 3 novembre 2020  | Geoffrey Kondogbia | València CF            | Traspàs               | €15M            | [ 58 ] |

### Sortides
| Data             | Jugador           | Destinació       | Tipus   | Preu       | Ref    |
| ---------------- | ----------------- | ---------------- | ------- | ---------- | ------ |
| 20 agost 2020    | Antonio Adán      | Sporting CP      | Traspàs | de franc   | [ 59 ] |
| 27 agost 2020    | Caio Henrique     | AS Monaco        | Traspàs | €8M        | [ 48 ] |
| 30 agost 2020    | Diego Conde       | CD Leganés       | Cessió  | Cessió     | [ 60 ] |
| 30 agost 2020    | Cedric Teguía     | Reial Oviedo     | Cessió  | Cessió     | [ 61 ] |
| 31 agost 2020    | Darío Poveda      | Getafe CF        | Cessió  | Cessió     | [ 62 ] |
| 2 setembre 2020  | Francisco Montero | Beşiktaş JK      | Cessió  | Cessió     | [ 63 ] |
| 22 setembre 2020 | Álvaro Morata     | Juventus FC      | Cessió  | €10M       | [ 64 ] |
| 24 setembre 2020 | Santiago Arias    | Bayer Leverkusen | Cessió  | €3M        | [ 65 ] |
| 1 octubre 2020   | Rodrigo Riquelme  | AFC Bournemouth  | Cessió  | Cessió     | [ 66 ] |
| 5 octubre 2020   | Nikola Kalinić    | Hellas Verona    | Traspàs | No revelat | [ 67 ] |
| 5 octubre 2020   | Víctor Mollejo    | Getafe CF        | Cessió  | Cessió     | [ 68 ] |
| 5 octubre 2020   | Thomas Partey     | Arsenal FC       | Traspàs | €50M       | [ 69 ] |
| 5 octubre 2020   | Nehuén Pérez      | Granada CF       | Cessió  | Cessió     | [ 70 ] |

## FC Barcelona
Entrenador:  Ronald Koeman (1a temporada)

### Entrades
| Data           | Jugador           | Procedència        | Tipus           | Preu            | Ref    |
| -------------- | ----------------- | ------------------ | --------------- | --------------- | ------ |
| 30 juny 2020   | Oriol Busquets    | FC Twente          | Torna de cessió | Torna de cessió | [ 71 ] |
| 30 juny 2020   | Juan Miranda      | FC Schalke 04      | Torna de cessió | Torna de cessió | [ 72 ] |
| 30 juny 2020   | Jean-Clair Todibo | FC Schalke 04      | Torna de cessió | Torna de cessió | [ 73 ] |
| 30 juny 2020   | Moussa Wagué      | OGC Nice           | Torna de cessió | Torna de cessió | [ 74 ] |
| 20 juliol 2020 | Carles Aleñá      | Reial Betis        | Torna de cessió | Torna de cessió | [ 75 ] |
| 20 juliol 2020 | Rafinha           | Celta de Vigo      | Torna de cessió | Torna de cessió | [ 76 ] |
| 15 agost 2020  | Matheus Fernandes | Palmeiras          | Traspàs         | €7M             | [ 77 ] |
| 15 agost 2020  | Pedri             | UD Las Palmas      | Traspàs         | €5M             | [ 78 ] |
| 15 agost 2020  | Miralem Pjanić    | Juventus FC        | Traspàs         | €65M            | [ 79 ] |
| 15 agost 2020  | Francisco Trincão | SC Braga           | Traspàs         | €31M            | [ 80 ] |
| 24 agost 2020  | Philippe Coutinho | FC Bayern de Múnic | Torna de cessió | Torna de cessió | [ 81 ] |
| 1 octubre 2020 | Sergiño Dest      | AFC Ajax           | Traspàs         | €21M            | [ 82 ] |

### Sortides
| Data             | Jugador           | Destinació                 | Tipus                 | Preu     | Ref    |
| ---------------- | ----------------- | -------------------------- | --------------------- | -------- | ------ |
| 15 agost 2020    | Arda Turan        | Galatasaray                | Traspàs               | de franc | [ 83 ] |
| 15 agost 2020    | Marc Cucurella    | Getafe CF                  | Clàusula de rescissió | €10M     | [ 84 ] |
| 15 agost 2020    | Carles Pérez      | AS Roma                    | Clàusula de rescissió | €11M     | [ 85 ] |
| 15 agost 2020    | Arthur            | Juventus FC                | Traspàs               | €72M     | [ 79 ] |
| 1 setembre 2020  | Ivan Rakitić      | Sevilla FC                 | Traspàs               | €1.5M    | [ 86 ] |
| 21 setembre 2020 | Moussa Wagué      | PAOK Salònica FC           | Cessió                | Cessió   | [ 87 ] |
| 22 setembre 2020 | Arturo Vidal      | Inter de Milà              | Traspàs               | €1M      | [ 88 ] |
| 23 setembre 2020 | Nélson Semedo     | Wolverhampton Wanderers FC | Traspàs               | €30M     | [ 89 ] |
| 23 setembre 2020 | Luis Suárez       | Atlètic de Madrid          | Traspàs               | de franc | [ 56 ] |
| 5 octubre 2020   | Juan Miranda      | Reial Betis                | Cessió                | Cessió   | [ 90 ] |
| 5 octubre 2020   | Rafinha           | Paris Saint-Germain FC     | Traspàs               | de franc | [ 91 ] |
| 5 octubre 2020   | Jean-Clair Todibo | SL Benfica                 | Cessió                | €2M      | [ 92 ] |

## Cadis CF
Entrenador:  Álvaro Cervera (6a temporada)

### Entrades
| Data           | Jugador           | Procedència         | Tipus                 | Preu            | Ref     |
| -------------- | ----------------- | ------------------- | --------------------- | --------------- | ------- |
| 30 juny 2020   | Cristian Martínez | Recreativo          | Torna de cessió       | Torna de cessió | [ 93 ]  |
| 30 juny 2020   | Matos             | FC Twente           | Torna de cessió       | Torna de cessió | [ 94 ]  |
| 20 juliol 2020 | Đorđe Jovanović   | FC Cartagena        | Torna de cessió       | Torna de cessió | [ 95 ]  |
| 21 juliol 2020 | David Carmona     | Racing de Santander | Torna de cessió       | Torna de cessió | [ 96 ]  |
| 21 juliol 2020 | Javi Navarro      | SD Ponferradina     | Torna de cessió       | Torna de cessió | [ 97 ]  |
| 21 juliol 2020 | David Querol      | Albacete Balompié   | Torna de cessió       | Torna de cessió | [ 98 ]  |
| 21 juliol 2020 | Dani Romera       | AD Alcorcón         | Torna de cessió       | Torna de cessió | [ 99 ]  |
| 21 juliol 2020 | Sergio Sánchez    | Albacete Balompié   | Torna de cessió       | Torna de cessió | [ 100 ] |
| 24 juliol 2020 | Daniel Sotres     | Salamanca UDS       | Traspàs               | de franc        | [ 101 ] |
| 4 agost 2020   | Álvaro Giménez    | Birmingham City FC  | Clàusula de rescissió | €2.7M           | [ 102 ] |
| 4 agost 2020   | Filip Malbašić    | CD Tenerife         | Clàusula de rescissió | €1M             | [ 103 ] |
| 4 agost 2020   | David Mayoral     | UCAM Murcia         | Traspàs               | de franc        | [ 104 ] |
| 4 agost 2020   | Nano              | SD Eibar            | Clàusula de rescissió | €1.4M           | [ 105 ] |
| 4 agost 2020   | Álvaro Negredo    | Al-Nasr             | Traspàs               | de franc        | [ 106 ] |
| 4 agost 2020   | Gaspar Panadero   | Al Wahda            | Traspàs               | de franc        | [ 107 ] |
| 4 agost 2020   | Daniel Sotres     | Salamanca           | Traspàs               | de franc        | [ 108 ] |
| 6 agost 2020   | Iván Alejo        | Getafe CF           | Clàusula de rescissió | €3M             | [ 109 ] |
| 8 agost 2020   | Caye Quintana     | CF Fuenlabrada      | Torna de cessió       | Torna de cessió | [ 110 ] |
| 17 agost 2020  | Jorge Pombo       | Reial Saragossa     | Clàusula de rescissió | €1.2M           | [ 111 ] |
| 24 agost 2020  | Anthony Lozano    | Girona FC           | Clàusula de rescissió | €2.5M           | [ 112 ] |
| 24 agost 2020  | Brian Oliván      | Girona FC           | Torna de cessió       | Torna de cessió | [ 113 ] |
| 25 agost 2020  | Jens Jønsson      | Konyaspor           | Traspàs               | de franc        |         |
| 25 agost 2020  | Jeremías Ledesma  | Rosario Central     | Cessió                | Cessió          | [ 114 ] |
| 5 octubre 2020 | Bobby Adekanye    | SS Lazio            | Cessió                | Cessió          | [ 115 ] |
| 5 octubre 2020 | Pedro Alcalá      | Girona FC           | Traspàs               | de franc        | [ 116 ] |
| 5 octubre 2020 | Jairo Izquierdo   | Girona FC           | Cessió                | Cessió          | [ 117 ] |

### Sortides
| Data             | Jugador            | Destinació          | Tipus     | Preu      | Ref     |
| ---------------- | ------------------ | ------------------- | --------- | --------- | ------- |
| 8 agost 2020     | Sergio Sánchez     | Sense equip         | Descartat | Descartat | [ 118 ] |
| 7 setembre 2020  | David Mayoral      | Hermannstadt        | Cessió    | Cessió    | [ 119 ] |
| 7 setembre 2020  | Caye Quintana      | Màlaga CF           | Cessió    | Cessió    | [ 120 ] |
| 9 setembre 2020  | Brian Oliván       | RCD Mallorca        | Traspàs   | de franc  | [ 121 ] |
| 16 setembre 2020 | Matos              | Màlaga CF           | Cessió    | Cessió    | [ 122 ] |
| 16 setembre 2020 | Javi Navarro       | Albacete Balompié   | Cessió    | Cessió    | [ 123 ] |
| 22 setembre 2020 | Dani Romera        | SD Ponferradina     | Traspàs   | de franc  | [ 124 ] |
| 24 setembre 2020 | Daniel Sotres      | CF Rayo Majadahonda | Cessió    | Cessió    | [ 125 ] |
| 2 octubre 2020   | José Manuel Jurado | Sense equip         | Descartat | Descartat | [ 126 ] |
| 3 octubre 2020   | David Carmona      | Real Betis B        | Traspàs   | de franc  | [ 127 ] |
| 5 octubre 2020   | Alberto Cifuentes  | Retirat             | Retirat   | Retirat   | [ 128 ] |
| 5 octubre 2020   | Đorđe Jovanović    | Sense equip         | Descartat | Descartat | [ 129 ] |
| 5 octubre 2020   | Gaspar Panadero    | SD Ponferradina     | Cessió    | Cessió    | [ 130 ] |
| 5 octubre 2020   | David Querol       | Sense equip         | Descartat | Descartat | [ 131 ] |
| 5 octubre 2020   | Edu Ramos          | Marbella FC         | Traspàs   | de franc  | [ 132 ] |
| 5 octubre 2020   | Jean-Pierre Rhyner | FC Cartagena        | Cessió    | Cessió    | [ 133 ] |

## Celta de Vigo
Entrenador:  Òscar Garcia (2a temporada)

### Entrades
| Data             | Jugador        | Procedència    | Tipus           | Preu            | Ref     |
| ---------------- | -------------- | -------------- | --------------- | --------------- | ------- |
| 21 juliol 2020   | Róbert Mazáň   | CD Tenerife    | Torna de cessió | Torna de cessió | [ 134 ] |
| 4 agost 2020     | Renato Tapia   | Feyenoord      | Traspàs         | de franc        | [ 135 ] |
| 4 agost 2020     | Álvaro Vadillo | Granada CF     | Traspàs         | de franc        | [ 136 ] |
| 7 agost 2020     | Emre Mor       | Olympiakos FC  | Torna de cessió | Torna de cessió | [ 137 ] |
| 15 agost 2020    | Miguel Baeza   | Reial Madrid B | Traspàs         | €2.5M           | [ 138 ] |
| 17 agost 2020    | David Costas   | UD Almería     | Torna de cessió | Torna de cessió | [ 139 ] |
| 24 agost 2020    | Jozabed        | Girona FC      | Torna de cessió | Torna de cessió | [ 140 ] |
| 16 setembre 2020 | Jeison Murillo | UC Sampdoria   | Cessió          | Cessió          | [ 141 ] |

### Sortides
| Data             | Jugador           | Destinació       | Tipus           | Preu            | Ref     |
| ---------------- | ----------------- | ---------------- | --------------- | --------------- | ------- |
| 20 juliol 2020   | Filip Bradarić    | Cagliari Calcio  | Torna de cessió | Torna de cessió | [ 142 ] |
| 20 juliol 2020   | Pape Cheikh       | Olympique de Lió | Torna de cessió | Torna de cessió | [ 143 ] |
| 20 juliol 2020   | Jeison Murillo    | UC Sampdoria     | Torna de cessió | Torna de cessió | [ 144 ] |
| 20 juliol 2020   | Rafinha           | FC Barcelona     | Torna de cessió | Torna de cessió | [ 76 ]  |
| 20 juliol 2020   | Fyodor Smolov     | Lokomotiv Moscou | Torna de cessió | Torna de cessió | [ 145 ] |
| 27 agost 2020    | Juan Hernández    | CE Sabadell      | Cessió          | Cessió          | [ 146 ] |
| 7 setembre 2020  | Pione Sisto       | Midtjylland      | Traspàs         | €2.5M           | [ 147 ] |
| 11 setembre 2020 | Gabriel Fernández | Reial Saragossa  | Cessió          | Cessió          | [ 148 ] |
| 11 setembre 2020 | Róbert Mazáň      | Mladá Boleslav   | Traspàs         | de franc        | [ 149 ] |
| 16 agost 2020    | Jozabed           | Màlaga CF        | Cessió          | Cessió          | [ 150 ] |
| 5 octubre 2020   | Álvaro Vadillo    | RCD Espanyol     | Cessió          | Cessió          | [ 151 ] |

## Eibar
Entrenador:  José Luis Mendilibar (6a temporada)

### Entrades
| Data             | Jugador               | Procedència         | Tipus           | Preu            | Ref     |
| ---------------- | --------------------- | ------------------- | --------------- | --------------- | ------- |
| 20 juliol 2020   | José Antonio Martínez | Granada CF          | Torna de cessió | Torna de cessió | [ 152 ] |
| 21 juliol 2020   | Asier Benito          | SD Ponferradina     | Torna de cessió | Torna de cessió | [ 153 ] |
| 21 juliol 2020   | Roberto Olabe         | Extremadura UD      | Torna de cessió | Torna de cessió | [ 154 ] |
| 24 agost 2020    | Jordi Calavera        | Girona FC           | Torna de cessió | Torna de cessió | [ 155 ] |
| 29 agost 2020    | Damian Kądzior        | Dinamo de Zagreb    | Traspàs         | €2M             | [ 156 ] |
| 4 setembre 2020  | Recio                 | CD Leganés          | Cessió          | Cessió          | [ 157 ] |
| 12 setembre 2020 | Kévin Rodrigues       | Reial Societat      | Cessió          | Cessió          | [ 158 ] |
| 16 setembre 2020 | Yoshinori Muto        | Newcastle United FC | Cessió          | Cessió          | [ 159 ] |
| 5 octubre 2020   | Bryan Gil             | Sevilla FC          | Cessió          | Cessió          | [ 160 ] |
| 5 octubre 2020   | Alejandro Pozo        | Sevilla FC          | Cessió          | Cessió          | [ 161 ] |

### Sortides
| Data            | Jugador              | Destinació       | Tipus                 | Preu            | Ref     |
| --------------- | -------------------- | ---------------- | --------------------- | --------------- | ------- |
| 20 juliol 2020  | Sebastián Cristóforo | ACF Fiorentina   | Torna de cessió       | Torna de cessió | [ 162 ] |
| 20 juliol 2020  | Pablo de Blasis      | Sense equip      | Fi de contracte       | Fi de contracte | [ 163 ] |
| 20 juliol 2020  | Iván Ramis           | Retirat          | Retirat               | Retirat         | [ 164 ] |
| 4 agost 2020    | Charles              | Pontevedra CF    | Traspàs               | de franc        | [ 165 ] |
| 4 agost 2020    | Gonzalo Escalante    | SS Lazio         | Traspàs               | de franc        | [ 166 ] |
| 4 agost 2020    | Nano                 | Cadis CF         | Clàusula de rescissió | €1.4M           | [ 105 ] |
| 4 agost 2020    | Fabián Orellana      | Reial Valladolid | Traspàs               | de franc        | [ 167 ] |
| 4 setembre 2020 | Jordi Calavera       | Girona FC        | Traspàs               | de franc        | [ 168 ] |
| 8 setembre 2020 | Asier Benito         | CD Numancia      | Cessió                | Cessió          | [ 169 ] |
| 5 octubre 2020  | Álvaro Tejero        | Reial Saragossa  | Cessió                | Cessió          | [ 170 ] |

## Elx CF
Entrenador:  Jorge Almirón (1a temporada)

### Entrades
| Data             | Jugador           | Procedència            | Tipus   | Preu       | Ref     |
| ---------------- | ----------------- | ---------------------- | ------- | ---------- | ------- |
| 15 setembre 2020 | Jeison Lucumí     | Tigres UANL            | Traspàs | de franc   | [ 171 ] |
| 15 setembre 2020 | Juan Sánchez Miño | CA Independiente       | Traspàs | de franc   | [ 172 ] |
| 16 setembre 2020 | Tete Morente      | Màlaga CF              | Traspàs | €500K      | [ 173 ] |
| 20 setembre 2020 | Raúl Guti         | Reial Saragossa        | Traspàs | €5M        | [ 174 ] |
| 21 setembre 2020 | Lucas Boyé        | Torino FC              | Cessió  | Cessió     | [ 175 ] |
| 22 setembre 2020 | Cifu              | Màlaga CF              | Traspàs | de franc   | [ 176 ] |
| 25 setembre 2020 | Luismi            | Reial Valladolid       | Traspàs | de franc   | [ 177 ] |
| 30 setembre 2020 | Youssouf Koné     | Olympique de Lió       | Cessió  | Cessió     | [ 178 ] |
| 4 octubre 2020   | Antonio Barragán  | Reial Betis            | Traspàs | de franc   | [ 179 ] |
| 5 octubre 2020   | Guido Carrillo    | Southampton FC         | Traspàs | de franc   | [ 180 ] |
| 5 octubre 2020   | Iván Marcone      | Boca Juniors           | Cessió  | Cessió     | [ 181 ] |
| 5 octubre 2020   | Emiliano Rigoni   | Zenit Saint Petersburg | Traspàs | No revelat | [ 182 ] |
| 5 octubre 2020   | Diego Rodríguez   | Defensa y Justicia     | Cessió  | Cessió     | [ 183 ] |
| 9 octubre 2020   | Diego González    | Màlaga CF              | Traspàs | de franc   | [ 184 ] |

### Sortides
| Data             | Jugador          | Destinació          | Tipus           | Preu            | Ref     |
| ---------------- | ---------------- | ------------------- | --------------- | --------------- | ------- |
| 24 agost 2020    | Andoni López     | Athletic Club       | Torna de cessió | Torna de cessió | [ 40 ]  |
| 24 agost 2020    | Miguel San Román | Atlètic de Madrid B | Torna de cessió | Torna de cessió | [ 185 ] |
| 26 agost 2020    | Tekio            | Volos FC            | Traspàs         | de franc        | [ 186 ] |
| 27 agost 2020    | Iván Sánchez     | Birmingham City FC  | Traspàs         | de franc        | [ 187 ] |
| 29 agost 2020    | Jonathas         | Sharjah             | Traspàs         | de franc        | [ 188 ] |
| 30 agost 2020    | Juan Cruz        | CA Osasuna          | Traspàs         | €2.75M          | [ 189 ] |
| 7 setembre 2020  | Óscar Gil        | RCD Espanyol        | Traspàs         | €500K           | [ 190 ] |
| 21 setembre 2020 | Manuel Sánchez   | Real Ávila          | Traspàs         | de franc        | [ 191 ] |
| 2 octubre 2020   | Claudio Medina   | Burgos CF           | Traspàs         | de franc        | [ 192 ] |
| 5 octubre 2020   | Ramon Folch      | CD Tenerife         | Cessió          | Cessió          | [ 193 ] |

## Getafe
Entrenador:  José Bordalás (5a temporada)

### Entrades
| Data           | Jugador         | Procedència        | Tipus                 | Preu            | Ref     |
| -------------- | --------------- | ------------------ | --------------------- | --------------- | ------- |
| 20 juliol 2020 | Raúl García     | Reial Valladolid   | Torna de cessió       | Torna de cessió | [ 194 ] |
| 21 juliol 2020 | Jack Harper     | AD Alcorcón        | Torna de cessió       | Torna de cessió | [ 195 ] |
| 21 juliol 2020 | Rubén Yáñez     | SD Huesca          | Torna de cessió       | Torna de cessió | [ 196 ] |
| 8 agost 2020   | Miguel Ángel    | CF Fuenlabrada     | Torna de cessió       | Torna de cessió | [ 197 ] |
| 12 agost 2020  | Enes Ünal       | Vila-real CF       | Traspàs               | €9M             | [ 198 ] |
| 14 agost 2020  | Cucho Hernández | Watford FC         | Cessió                | Cessió          | [ 199 ] |
| 15 agost 2020  | Marc Cucurella  | FC Barcelona       | Clàusula de rescissió | €10M            | [ 84 ]  |
| 24 agost 2020  | Ignasi Miquel   | Girona FC          | Torna de cessió       | Torna de cessió | [ 200 ] |
| 31 agost 2020  | Ante Palaversa  | Manchester City FC | Cessió                | Cessió          | [ 201 ] |
| 31 agost 2020  | Darío Poveda    | Atlètic de Madrid  | Cessió                | Cessió          | [ 62 ]  |
| 5 octubre 2020 | Abdoulay Diaby  | Sporting CP        | Cessió                | Cessió          | [ 202 ] |
| 5 octubre 2020 | Víctor Mollejo  | Atlètic de Madrid  | Cessió                | Cessió          | [ 68 ]  |

### Sortides
| Data             | Jugador          | Destinació                 | Tipus                 | Preu            | Ref     |
| ---------------- | ---------------- | -------------------------- | --------------------- | --------------- | ------- |
| 6 agost 2020     | Iván Alejo       | Cadis CF                   | Clàusula de rescissió | €3M             | [ 109 ] |
| 6 agost 2020     | Deyverson        | Palmeiras                  | Torna de cessió       | Torna de cessió | [ 203 ] |
| 6 agost 2020     | Peter Etebo      | Stoke City FC              | Torna de cessió       | Torna de cessió | [ 204 ] |
| 6 agost 2020     | Enric Gallego    | CA Osasuna                 | Clàusula de rescissió | €2M             | [ 205 ] |
| 6 agost 2020     | Jason            | València CF                | Torna de cessió       | Torna de cessió | [ 206 ] |
| 6 agost 2020     | Kenedy           | Chelsea FC                 | Torna de cessió       | Torna de cessió | [ 207 ] |
| 6 agost 2020     | Merveil Ndockyt  | NK Osijek                  | Clàusula de rescissió | €550K           | [ 208 ] |
| 13 agost 2020    | Vitorino Antunes | Sporting CP                | Traspàs               | de franc        | [ 209 ] |
| 17 agost 2020    | José Lazo        | UD Almería                 | Clàusula de rescissió | €4M             | [ 210 ] |
| 25 agost 2020    | Jorge Molina     | Granada CF                 | Traspàs               | de franc        | [ 211 ] |
| 27 agost 2020    | Hugo Duro        | Reial Madrid B             | Cessió                | Cessió          | [ 212 ] |
| 1 setembre 2020  | Álvaro Jiménez   | Albacete Balompié          | Traspàs               | de franc        | [ 213 ] |
| 16 setembre 2020 | Fayçal Fajr      | Sivasspor                  | Traspàs               | No revelat      | [ 214 ] |
| 16 setembre 2020 | Ignasi Miquel    | CD Leganés                 | Cessió                | Cessió          | [ 215 ] |
| 27 setembre 2020 | Filip Manojlović | San Sebastián de los Reyes | Traspàs               | de franc        | [ 216 ] |
| 5 octubre 2020   | Jack Harper      | FC Cartagena               | Cessió                | Cessió          | [ 217 ] |
| 5 octubre 2020   | Amath Ndiaye     | RCD Mallorca               | Cessió                | Cessió          | [ 218 ] |

## Granada
Entrenador:  Diego Martínez (3a temporada)

### Entrades
| Data            | Jugador               | Procedència       | Tipus                 | Preu            | Ref     |
| --------------- | --------------------- | ----------------- | --------------------- | --------------- | ------- |
| 30 juny 2020    | José Antonio González | Córdoba CF        | Torna de cessió       | Torna de cessió | [ 219 ] |
| 21 juliol 2020  | Bernardo Cruz         | CD Numancia       | Torna de cessió       | Torna de cessió | [ 220 ] |
| 4 agost 2020    | Dimitri Foulquier     | Watford FC        | Clàusula de rescissió | €2M             | [ 221 ] |
| 4 agost 2020    | Luis Milla            | CD Tenerife       | Traspàs               | €5M             | [ 222 ] |
| 7 agost 2020    | Maxime Gonalons       | AS Roma           | Clàusula de rescissió | €4M             | [ 223 ] |
| 18 agost 2020   | Jesús Vallejo         | Reial Madrid      | Cessió                | Cessió          | [ 224 ] |
| 25 agost 2020   | Jorge Molina          | Getafe CF         | Traspàs               | de franc        | [ 211 ] |
| 1 setembre 2020 | Alberto Soro          | Reial Madrid      | Traspàs               | €2.5M           | [ 225 ] |
| 8 setembre 2020 | Kenedy                | Chelsea FC        | Cessió                | Cessió          | [ 226 ] |
| 2 octubre 2020  | Luis Suárez           | Watford FC        | Traspàs               | €7M             | [ 227 ] |
| 5 octubre 2020  | Nehuén Pérez          | Atlètic de Madrid | Cessió                | Cessió          | [ 70 ]  |

### Sortides
| Data             | Jugador               | Destinació      | Tipus           | Preu            | Ref     |
| ---------------- | --------------------- | --------------- | --------------- | --------------- | ------- |
| 20 juliol 2020   | Gil Dias              | AS Monaco       | Torna de cessió | Torna de cessió | [ 228 ] |
| 20 juliol 2020   | Carlos Fernández      | Sevilla FC      | Torna de cessió | Torna de cessió | [ 229 ] |
| 20 juliol 2020   | José Antonio Martínez | SD Eibar        | Torna de cessió | Torna de cessió | [ 152 ] |
| 20 juliol 2020   | Jesús Vallejo         | Reial Madrid    | Torna de cessió | Torna de cessió | [ 230 ] |
| 4 agost 2020     | José Antonio González | Recreativo      | Traspàs         | de franc        | [ 231 ] |
| 4 agost 2020     | Álvaro Vadillo        | Celta de Vigo   | Traspàs         | de franc        | [ 136 ] |
| 26 agost 2020    | Bernardo Cruz         | Córdoba CF      | Traspàs         | de franc        | [ 232 ] |
| 29 setembre 2020 | Álex Martínez         | Sense equip     | Descartat       | Descartat       | [ 233 ] |
| 2 octubre 2020   | Antoñín               | Rayo Vallecano  | Cessió          | Cessió          | [ 234 ] |
| 5 octubre 2020   | İsmail Köybaşı        | Çaykur Rizespor | Traspàs         | de franc        | [ 235 ] |

## SD Huesca
Entrenador:  Míchel (2a temporada)

### Entrades
| Data             | Jugador              | Procedència            | Tipus                 | Preu            | Ref     |
| ---------------- | -------------------- | ---------------------- | --------------------- | --------------- | ------- |
| 21 juliol 2020   | Joaquín Muñoz        | CD Mirandés            | Torna de cessió       | Torna de cessió | [ 236 ] |
| 21 juliol 2020   | Jaime Seoane         | CD Lugo                | Torna de cessió       | Torna de cessió | [ 237 ] |
| 26 juliol 2020   | Jonathan Toro        | CD Tondela             | Torna de cessió       | Torna de cessió | [ 238 ] |
| 27 juliol 2020   | Serdar Gürler        | Göztepe                | Torna de cessió       | Torna de cessió | [ 239 ] |
| 4 agost 2020     | Borja García         | Girona FC              | Traspàs               | €2M             | [ 240 ] |
| 4 agost 2020     | Pablo Insua          | FC Schalke 04          | Clàusula de rescissió | No revelat      | [ 241 ] |
| 8 agost 2020     | Aleksandar Jovanović | Deportivo de La Coruña | Torna de cessió       | Torna de cessió | [ 242 ] |
| 28 agost 2020    | Andrés Fernández     | Vila-real CF           | Traspàs               | No revelat      | [ 243 ] |
| 3 setembre 2020  | Gastón Silva         | CA Independiente       | Traspàs               | de franc        | [ 244 ] |
| 8 setembre 2020  | Pablo Maffeo         | VfB Stuttgart          | Cessió                | Cessió          | [ 245 ] |
| 17 setembre 2020 | Dimitris Siovas      | CD Leganés             | Traspàs               | €1M             | [ 246 ] |
| 24 setembre 2020 | Javier Ontiveros     | Vila-real CF           | Cessió                | €650K           | [ 247 ] |
| 4 octubre 2020   | Idrissa Doumbia      | Sporting CP            | Cessió                | Cessió          | [ 248 ] |
| 5 octubre 2020   | Sandro Ramírez       | Everton FC             | Traspàs               | No revelat      | [ 249 ] |

### Sortides
| Data             | Jugador              | Destinació       | Tipus           | Preu            | Ref     |
| ---------------- | -------------------- | ---------------- | --------------- | --------------- | ------- |
| 21 juliol 2020   | Toni Datković        | Lokomotiva       | Torna de cessió | Torna de cessió | [ 250 ] |
| 21 juliol 2020   | Cheick Doukouré      | Llevant UE       | Torna de cessió | Torna de cessió | [ 251 ] |
| 21 juliol 2020   | Cristo González      | Udinese Calcio   | Torna de cessió | Torna de cessió | [ 252 ] |
| 21 juliol 2020   | Jordi Mboula         | AS Monaco        | Torna de cessió | Torna de cessió | [ 253 ] |
| 21 juliol 2020   | Miguelón             | Vila-real CF     | Torna de cessió | Torna de cessió | [ 254 ] |
| 21 juliol 2020   | Dani Raba            | Vila-real CF     | Torna de cessió | Torna de cessió | [ 255 ] |
| 21 juliol 2020   | Josué Sá             | RSC Anderlecht   | Torna de cessió | Torna de cessió | [ 256 ] |
| 21 juliol 2020   | Rubén Yáñez          | Getafe CF        | Torna de cessió | Torna de cessió | [ 196 ] |
| 7 agost 2020     | Serdar Gürler        | Antalyaspor      | Traspàs         | No revelat      | [ 257 ] |
| 16 setembre 2020 | Aleksandar Jovanović | Apollon Limassol | Traspàs         | de franc        | [ 258 ] |
| 2 octubre 2020   | Kike Hermoso         | Real Betis B     | Traspàs         | de franc        | [ 259 ] |
| 5 octubre 2020   | Joaquín Muñoz        | Màlaga CF        | Cessió          | Cessió          | [ 260 ] |
| 7 octubre 2020   | Jonathan Toro        | GD Chaves        | Traspàs         | de franc        | [ 261 ] |

## Llevant UE
Entrenador:  Paco López (4a temporada)

### Entrades
| Data           | Jugador         | Procedència     | Tipus           | Preu            | Ref     |
| -------------- | --------------- | --------------- | --------------- | --------------- | ------- |
| 21 juliol 2020 | Cheick Doukouré | SD Huesca       | Torna de cessió | Torna de cessió | [ 251 ] |
| 21 juliol 2020 | Ivi             | SD Ponferradina | Torna de cessió | Torna de cessió | [ 262 ] |
| 21 juliol 2020 | Antonio Luna    | Rayo Vallecano  | Torna de cessió | Torna de cessió | [ 263 ] |
| 21 juliol 2020 | Fran Manzanara  | SD Ponferradina | Torna de cessió | Torna de cessió | [ 264 ] |
| 21 juliol 2020 | Armando Sadiku  | Màlaga CF       | Torna de cessió | Torna de cessió | [ 265 ] |
| 27 juliol 2020 | Pepelu          | CD Tondela      | Torna de cessió | Torna de cessió | [ 266 ] |
| 4 agost 2020   | Jorge de Frutos | Reial Madrid B  | Traspàs         | €2.5M           | [ 267 ] |
| 4 agost 2020   | Dani Gómez      | Reial Madrid B  | Traspàs         | €2.5M           | [ 268 ] |
| 4 agost 2020   | Mickaël Malsa   | CD Mirandés     | Traspàs         | de franc        | [ 269 ] |
| 4 agost 2020   | Son             | SD Ponferradina | Traspàs         | de franc        | [ 270 ] |
| 17 agost 2020  | Raphael Dwamena | Reial Saragossa | Torna de cessió | Torna de cessió | [ 271 ] |

### Sortides
| Data             | Jugador         | Destinació        | Tipus                 | Preu            | Ref     |
| ---------------- | --------------- | ----------------- | --------------------- | --------------- | ------- |
| 20 juliol 2020   | Iván López      | Sense equip       | Fi de contracte       | Fi de contracte | [ 272 ] |
| 20 juliol 2020   | Borja Mayoral   | Reial Madrid      | Torna de cessió       | Torna de cessió | [ 273 ] |
| 4 agost 2020     | Moses Simon     | FC Nantes         | Clàusula de rescissió | €5M             | [ 274 ] |
| 11 agost 2020    | Bruno González  | Reial Valladolid  | Traspàs               | de franc        | [ 275 ] |
| 20 agost 2020    | Raphael Dwamena | Vejle BK          | Traspàs               | de franc        | [ 276 ] |
| 1 setembre 2020  | Ivi             | Raków Częstochowa | Traspàs               | de franc        | [ 277 ] |
| 5 setembre 2020  | Armando Sadiku  | BB Erzurumspor    | Traspàs               | de franc        | [ 278 ] |
| 30 setembre 2020 | Antonio Luna    | Girona FC         | Traspàs               | de franc        | [ 279 ] |
| 2 octubre 2020   | Pablo Martínez  | AD Alcorcón       | Cessió                | Cessió          | [ 280 ] |
| 4 octubre 2020   | Fran Manzanara  | CD Numancia       | Traspàs               | de franc        | [ 281 ] |
| 5 octubre 2020   | Arturo Molina   | CE Castelló       | Cessió                | Cessió          | [ 282 ] |
| 13 octubre 2020  | Hernâni         | Al Wehda          | Cessió                | Cessió          | [ 283 ] |

## Osasuna
Entrenador:  Jagoba Arrasate (3a temporada)

### Entrades
| Data             | Jugador          | Procedència         | Tipus                 | Preu            | Ref     |
| ---------------- | ---------------- | ------------------- | --------------------- | --------------- | ------- |
| 21 juliol 2020   | Jaume Grau       | CD Lugo             | Torna de cessió       | Torna de cessió | [ 284 ] |
| 21 juliol 2020   | Antonio Otegui   | CD Numancia         | Torna de cessió       | Torna de cessió | [ 285 ] |
| 21 juliol 2020   | Luis Perea       | AD Alcorcón         | Torna de cessió       | Torna de cessió | [ 286 ] |
| 21 juliol 2020   | Juan Villar      | Rayo Vallecano      | Torna de cessió       | Torna de cessió | [ 287 ] |
| 4 agost 2020     | Raúl Navas       | Reial Societat      | Clàusula de rescissió | €250K           | [ 288 ] |
| 6 agost 2020     | Enric Gallego    | Getafe CF           | Clàusula de rescissió | €2M             | [ 205 ] |
| 7 agost 2020     | Lucas Torró      | Eintracht Frankfurt | Traspàs               | €2M             | [ 289 ] |
| 24 agost 2020    | Brandon Thomas   | Girona FC           | Torna de cessió       | Torna de cessió | [ 290 ] |
| 30 agost 2020    | Juan Cruz        | Elx CF              | Traspàs               | €2.75M          | [ 189 ] |
| 13 setembre 2020 | Jonathan Calleri | Deportivo Maldonado | Cessió                | Cessió          | [ 291 ] |
| 20 setembre 2020 | Jony             | SS Lazio            | Cessió                | Cessió          | [ 292 ] |
| 5 octubre 2020   | Ante Budimir     | RCD Mallorca        | Cessió                | Cessió          | [ 293 ] |

### Sortides
| Data           | Jugador          | Destinació   | Tipus           | Preu            | Ref     |
| -------------- | ---------------- | ------------ | --------------- | --------------- | ------- |
| 20 juliol 2020 | José Arnaiz      | CD Leganés   | Torna de cessió | Torna de cessió | [ 294 ] |
| 20 juliol 2020 | Pervis Estupiñán | Watford FC   | Torna de cessió | Torna de cessió | [ 295 ] |
| 20 juliol 2020 | Toni Lato        | València CF  | Torna de cessió | Torna de cessió | [ 296 ] |
| 19 agost 2020  | Fran Mérida      | RCD Espanyol | Traspàs         | de franc        | [ 297 ] |
| 23 agost 2020  | Antonio Otegui   | CD Badajoz   | Cessió          | Cessió          | [ 298 ] |
| 24 agost 2020  | Jaume Grau       | CD Tondela   | Cessió          | Cessió          | [ 299 ] |
| 24 agost 2020  | Robert Ibáñez    | CD Leganés   | Cessió          | Cessió          | [ 300 ] |
| 27 agost 2020  | Luis Perea       | CD Leganés   | Traspàs         | €3M             | [ 301 ] |
| 28 agost 2020  | Iván Barbero     | AD Alcorcón  | Cessió          | Cessió          | [ 302 ] |
| 5 octubre 2020 | Marc Cardona     | RCD Mallorca | Cessió          | Cessió          | [ 293 ] |

## Reial Betis
Entrenador:  Manuel Pellegrini (1a temporada)

### Entrades
| Data           | Jugador          | Procedència               | Tipus           | Preu            | Ref     |
| -------------- | ---------------- | ------------------------- | --------------- | --------------- | ------- |
| 30 juny 2020   | Liberto Beltrán  | Lleida Esportiu           | Torna de cessió | Torna de cessió | [ 303 ] |
| 20 juliol 2020 | Víctor Camarasa  | Alavés                    | Torna de cessió | Torna de cessió | [ 21 ]  |
| 20 juliol 2020 | Aitor Ruibal     | CD Leganés                | Torna de cessió | Torna de cessió | [ 304 ] |
| 21 juliol 2020 | Juanjo Narváez   | UD Las Palmas             | Torna de cessió | Torna de cessió | [ 305 ] |
| 24 juliol 2020 | Julio Gracia     | CD Badajoz                | Torna de cessió | Torna de cessió | [ 306 ] |
| 3 agost 2020   | Antonio Sanabria | Genoa CFC                 | Torna de cessió | Torna de cessió | [ 307 ] |
| 17 agost 2020  | Francis Guerrero | UD Almería                | Torna de cessió | Torna de cessió | [ 308 ] |
| 17 agost 2020  | Wilfrid Kaptoum  | UD Almería                | Torna de cessió | Torna de cessió | [ 309 ] |
| 25 agost 2020  | Martín Montoya   | Brighton & Hove Albion FC | Traspàs         | de franc        | [ 310 ] |
| 30 agost 2020  | Claudio Bravo    | Manchester City FC        | Traspàs         | de franc        | [ 311 ] |
| 31 agost 2020  | Víctor Ruiz      | Beşiktaş JK               | Traspàs         | de franc        | [ 312 ] |
| 3 octubre 2020 | Ismael Gutiérrez | Alavés                    | Torna de cessió | Torna de cessió | [ 36 ]  |
| 5 octubre 2020 | Juan Miranda     | FC Barcelona              | Cessió          | Cessió          | [ 90 ]  |

### Sortides
| Data            | Jugador          | Destinació           | Tipus                 | Preu            | Ref     |
| --------------- | ---------------- | -------------------- | --------------------- | --------------- | ------- |
| 20 juliol 2020  | Carles Aleñá     | FC Barcelona         | Torna de cessió       | Torna de cessió | [ 75 ]  |
| 20 juliol 2020  | Alfonso Pedraza  | Vila-real CF         | Torna de cessió       | Torna de cessió | [ 313 ] |
| 4 agost 2020    | Giovani Lo Celso | Tottenham Hotspur FC | Clàusula de rescissió | €32M            | [ 314 ] |
| 18 agost 2020   | Liberto Beltrán  | Albacete Balompié    | Traspàs               | de franc        | [ 315 ] |
| 18 agost 2020   | Zouhair Feddal   | Sporting CP          | Traspàs               | de franc        | [ 316 ] |
| 19 agost 2020   | Javi García      | Boavista FC          | Traspàs               | de franc        | [ 317 ] |
| 2 setembre 2020 | Robert González  | UD Las Palmas        | Cessió                | Cessió          | [ 318 ] |
| 3 setembre 2020 | Edgar González   | Reial Oviedo         | Cessió                | Cessió          | [ 319 ] |
| 4 setembre 2020 | Juanjo Narváez   | Reial Saragossa      | Traspàs               | de franc        | [ 320 ] |
| 3 octubre 2020  | Ismael Gutiérrez | Atlètic de Madrid B  | Traspàs               | €1M             | [ 36 ]  |
| 4 octubre 2020  | Antonio Barragán | Elx CF               | Traspàs               | de franc        | [ 179 ] |
| 5 octubre 2020  | Wilfrid Kaptoum  | Sense equip          | Descartat             | Descartat       | [ 321 ] |
| 19 octubre 2020 | Francis Guerrero | Sense equip          | Descartat             | Descartat       | [ 322 ] |

## Reial Madrid
Entrenador:  Zinédine Zidane (3a temporada)

### Entrades
| Data           | Jugador          | Procedència         | Tipus           | Preu            | Ref     |
| -------------- | ---------------- | ------------------- | --------------- | --------------- | ------- |
| 30 juny 2020   | Achraf Hakimi    | Borussia Dortmund   | Torna de cessió | Torna de cessió | [ 323 ] |
| 20 juliol 2020 | Takefusa Kubo    | RCD Mallorca        | Torna de cessió | Torna de cessió | [ 324 ] |
| 20 juliol 2020 | Borja Mayoral    | Llevant UE          | Torna de cessió | Torna de cessió | [ 273 ] |
| 20 juliol 2020 | Martin Ødegaard  | Reial Societat      | Torna de cessió | Torna de cessió | [ 325 ] |
| 20 juliol 2020 | Óscar Rodríguez  | CD Leganés          | Torna de cessió | Torna de cessió | [ 326 ] |
| 20 juliol 2020 | Jesús Vallejo    | Granada CF          | Torna de cessió | Torna de cessió | [ 230 ] |
| 21 juliol 2020 | Andriy Lunin     | Reial Oviedo        | Torna de cessió | Torna de cessió | [ 327 ] |
| 21 juliol 2020 | Luca Zidane      | Racing de Santander | Torna de cessió | Torna de cessió | [ 328 ] |
| 22 agost 2020  | Sergio Reguilón  | Sevilla FC          | Torna de cessió | Torna de cessió | [ 329 ] |
| 24 agost 2020  | Álvaro Odriozola | FC Bayern de Múnic  | Torna de cessió | Torna de cessió | [ 330 ] |

### Sortides
| Data             | Jugador         | Destinació             | Tipus                 | Preu            | Ref     |
| ---------------- | --------------- | ---------------------- | --------------------- | --------------- | ------- |
| 8 agost 2020     | Alphonse Areola | Paris Saint-Germain FC | Torna de cessió       | Torna de cessió | [ 331 ] |
| 8 agost 2020     | Javi Sánchez    | Reial Valladolid       | Clàusula de rescissió | €3M             | [ 332 ] |
| 10 agost 2020    | Takefusa Kubo   | Vila-real CF           | Cessió                | €2.5M           | [ 333 ] |
| 18 agost 2020    | Jesús Vallejo   | Granada CF             | Cessió                | Cessió          | [ 224 ] |
| 19 agost 2020    | Reinier         | Borussia Dortmund      | Cessió                | Cessió          | [ 334 ] |
| 22 agost 2020    | Achraf Hakimi   | Inter de Milà          | Traspàs               | €45M            | [ 335 ] |
| 29 agost 2020    | Óscar Rodríguez | Sevilla FC             | Traspàs               | €13.5M          | [ 336 ] |
| 1 setembre 2020  | Alberto Soro    | Granada CF             | Traspàs               | €2.5M           | [ 225 ] |
| 4 setembre 2020  | Brahim Díaz     | AC Milan               | Cessió                | Cessió          | [ 337 ] |
| 7 setembre 2020  | James Rodríguez | Everton FC             | Traspàs               | de franc        | [ 338 ] |
| 19 setembre 2020 | Gareth Bale     | Tottenham Hotspur FC   | Cessió                | Cessió          | [ 339 ] |
| 19 setembre 2020 | Sergio Reguilón | Tottenham Hotspur FC   | Traspàs               | €30M            | [ 340 ] |
| 2 octubre 2020   | Borja Mayoral   | AS Roma                | Cessió                | Cessió          | [ 341 ] |
| 5 octubre 2020   | Luca Zidane     | Rayo Vallecano         | Traspàs               | de franc        | [ 342 ] |

## Reial Societat
Entrenador:  Imanol Alguacil (3a temporada)

### Entrades
| Data           | Jugador           | Procedència        | Tipus           | Preu            | Ref     |
| -------------- | ----------------- | ------------------ | --------------- | --------------- | ------- |
| 30 juny 2020   | Jon Bautista      | K.A.S. Eupen       | Torna de cessió | Torna de cessió | [ 343 ] |
| 30 juny 2020   | Gerónimo Rulli    | Montpellier HSC    | Torna de cessió | Torna de cessió | [ 344 ] |
| 20 juliol 2020 | Kévin Rodrigues   | CD Leganés         | Torna de cessió | Torna de cessió | [ 345 ] |
| 21 juliol 2020 | Jon Guridi        | CD Mirandés        | Torna de cessió | Torna de cessió | [ 346 ] |
| 21 juliol 2020 | Martín Merquelanz | Albacete Balompié  | Torna de cessió | Torna de cessió | [ 347 ] |
| 21 juliol 2020 | Modibo Sagnan     | CD Mirandés        | Torna de cessió | Torna de cessió | [ 348 ] |
| 17 agost 2020  | David Silva       | Manchester City FC | Traspàs         | de franc        | [ 349 ] |

### Sortides
| Data             | Jugador          | Destinació       | Tipus                 | Preu            | Ref     |
| ---------------- | ---------------- | ---------------- | --------------------- | --------------- | ------- |
| 20 juliol 2020   | Martin Ødegaard  | Reial Madrid     | Torna de cessió       | Torna de cessió | [ 325 ] |
| 20 juliol 2020   | David Zurutuza   | Retirat          | Retirat               | Retirat         | [ 350 ] |
| 4 agost 2020     | Raúl Navas       | CA Osasuna       | Clàusula de rescissió | €250K           | [ 288 ] |
| 4 setembre 2020  | Gerónimo Rulli   | Vila-real CF     | Traspàs               | €5M             | [ 351 ] |
| 12 setembre 2020 | Kévin Rodrigues  | SD Eibar         | Cessió                | Cessió          | [ 158 ] |
| 24 setembre 2020 | Diego Llorente   | Leeds United FC  | Traspàs               | €20M            | [ 352 ] |
| 30 setembre 2020 | Naïs Djouahra    | CD Mirandés      | Cessió                | Cessió          | [ 353 ] |
| 1 octubre 2020   | Andoni Zubiaurre | Cultural Leonesa | Cessió                | Cessió          | [ 354 ] |

## Sevilla
Entrenador:  Julen Lopetegui (2a temporada)

### Entrades
| Data             | Jugador           | Procedència      | Tipus                 | Preu            | Ref     |
| ---------------- | ----------------- | ---------------- | --------------------- | --------------- | ------- |
| 30 juny 2020     | Giorgi Aburjania  | FC Twente        | Torna de cessió       | Torna de cessió | [ 355 ] |
| 30 juny 2020     | Joris Gnagnon     | Stade Rennais FC | Torna de cessió       | Torna de cessió | [ 356 ] |
| 30 juny 2020     | Marc Gual         | Reial Madrid B   | Torna de cessió       | Torna de cessió | [ 357 ] |
| 20 juliol 2020   | Ibrahim Amadou    | CD Leganés       | Torna de cessió       | Torna de cessió | [ 358 ] |
| 20 juliol 2020   | Sébastien Corchia | RCD Espanyol     | Torna de cessió       | Torna de cessió | [ 359 ] |
| 20 juliol 2020   | Carlos Fernández  | Granada CF       | Torna de cessió       | Torna de cessió | [ 229 ] |
| 20 juliol 2020   | Bryan Gil         | CD Leganés       | Torna de cessió       | Torna de cessió | [ 360 ] |
| 20 juliol 2020   | Roque Mesa        | CD Leganés       | Torna de cessió       | Torna de cessió | [ 361 ] |
| 20 juliol 2020   | Alejandro Pozo    | RCD Mallorca     | Torna de cessió       | Torna de cessió | [ 362 ] |
| 20 juliol 2020   | Juan Soriano      | CD Leganés       | Torna de cessió       | Torna de cessió | [ 363 ] |
| 20 juliol 2020   | Aleix Vidal       | Alavés           | Torna de cessió       | Torna de cessió | [ 25 ]  |
| 22 agost 2020    | Suso              | AC Milan         | Clàusula de rescissió | €21M            | [ 364 ] |
| 29 agost 2020    | Óscar Rodríguez   | Reial Madrid     | Traspàs               | €13.5M          | [ 336 ] |
| 1 setembre 2020  | Ivan Rakitić      | FC Barcelona     | Traspàs               | €1.5M           | [ 86 ]  |
| 4 setembre 2020  | Bono              | Girona FC        | Clàusula de rescissió | €4M             | [ 365 ] |
| 14 setembre 2020 | Marcos Acuña      | Sporting CP      | Traspàs               | €10.5M          | [ 366 ] |
| 5 octubre 2020   | Oussama Idrissi   | AZ Alkmaar       | Traspàs               | €12M            | [ 367 ] |
| 5 octubre 2020   | Karim Rekik       | Hertha BSC       | Traspàs               | €2M             | [ 368 ] |

### Sortides
| Data             | Jugador           | Destinació             | Tipus                 | Preu            | Ref     |
| ---------------- | ----------------- | ---------------------- | --------------------- | --------------- | ------- |
| 22 agost 2020    | Sergio Reguilón   | Reial Madrid           | Torna de cessió       | Torna de cessió | [ 329 ] |
| 22 agost 2020    | Éver Banega       | Al-Shabab              | Traspàs               | de franc        | [ 369 ] |
| 22 agost 2020    | Simon Kjær        | AC Milan               | Clàusula de rescissió | €3.5M           | [ 370 ] |
| 22 agost 2020    | Rony Lopes        | OGC Nice               | Cessió                | Cessió          | [ 371 ] |
| 25 agost 2020    | Juan Berrocal     | CD Mirandés            | Cessió                | Cessió          | [ 372 ] |
| 1 setembre 2020  | Marc Gual         | AD Alcorcón            | Traspàs               | No revelat      | [ 373 ] |
| 4 setembre 2020  | Sergio Rico       | Paris Saint-Germain FC | Clàusula de rescissió | €6M             | [ 374 ] |
| 11 setembre 2020 | José Alonso Lara  | Deportivo de La Coruña | Cessió                | Cessió          | [ 375 ] |
| 20 setembre 2020 | Giorgi Aburjania  | Reial Oviedo           | Traspàs               | de franc        | [ 376 ] |
| 28 setembre 2020 | Juan Soriano      | Màlaga CF              | Cessió                | Cessió          | [ 377 ] |
| 5 octubre 2020   | Ibrahim Amadou    | Angers SCO             | Cessió                | Cessió          | [ 378 ] |
| 5 octubre 2020   | Sébastien Corchia | FC Nantes              | Traspàs               | de franc        | [ 379 ] |
| 5 octubre 2020   | Bryan Gil         | SD Eibar               | Cessió                | Cessió          | [ 160 ] |
| 5 octubre 2020   | Roque Mesa        | Reial Valladolid       | Traspàs               | de franc        | [ 380 ] |
| 5 octubre 2020   | Alejandro Pozo    | SD Eibar               | Cessió                | Cessió          | [ 161 ] |

## València CF
Entrenador:  Javi Gracia (1a temporada)

### Entrades
| Data           | Jugador        | Procedència     | Tipus           | Preu            | Ref     |
| -------------- | -------------- | --------------- | --------------- | --------------- | ------- |
| 30 juny 2020   | Àlex Carbonell | Fortuna Sittard | Torna de cessió | Torna de cessió | [ 381 ] |
| 20 juliol 2020 | Toni Lato      | CA Osasuna      | Torna de cessió | Torna de cessió | [ 296 ] |
| 27 juliol 2020 | Álex Centelles | FC Famalicão    | Torna de cessió | Torna de cessió | [ 382 ] |
| 27 juliol 2020 | Uroš Račić     | FC Famalicão    | Torna de cessió | Torna de cessió | [ 383 ] |
| 6 agost 2020   | Jason          | Getafe CF       | Torna de cessió | Torna de cessió | [ 206 ] |
| 17 agost 2020  | Álex Blanco    | Reial Saragossa | Torna de cessió | Torna de cessió | [ 384 ] |

### Sortides
| Data             | Jugador             | Destinació         | Tipus           | Preu            | Ref     |
| ---------------- | ------------------- | ------------------ | --------------- | --------------- | ------- |
| 20 juliol 2020   | Jaume Costa         | Vila-real CF       | Torna de cessió | Torna de cessió | [ 385 ] |
| 20 juliol 2020   | Alessandro Florenzi | AS Roma            | Torna de cessió | Torna de cessió | [ 386 ] |
| 20 juliol 2020   | Ezequiel Garay      | Sense equip        | Descartat       | Descartat       | [ 387 ] |
| 4 agost 2020     | Ferran Torres       | Manchester City FC | Traspàs         | €23M            | [ 388 ] |
| 12 agost 2020    | Francis Coquelin    | Vila-real CF       | Traspàs         | €6.5M           | [ 389 ] |
| 12 agost 2020    | Dani Parejo         | Vila-real CF       | Traspàs         | de franc        | [ 389 ] |
| 13 agost 2020    | Javi Jiménez        | Albacete Balompié  | Cessió          | Cessió          | [ 390 ] |
| 29 agost 2020    | Rodrigo             | Leeds United FC    | Traspàs         | €30M            | [ 391 ] |
| 9 setembre 2020  | Cristiano Piccini   | Atalanta BC        | Cessió          | Cessió          | [ 392 ] |
| 30 setembre 2020 | Álex Carbonell      | Luzern             | Traspàs         | de franc        | [ 393 ] |
| 2 octubre 2020   | Álex Centelles      | UD Almería         | Traspàs         | de franc        | [ 394 ] |
| 3 novembre 2020  | Geoffrey Kondogbia  | Atlètic de Madrid  | Traspàs         | €15M            | [ 58 ]  |

## Reial Valladolid
Entrenador:  Sergio González (4a temporada)

### Entrades
| Data             | Jugador         | Procedència         | Tipus                 | Preu            | Ref     |
| ---------------- | --------------- | ------------------- | --------------------- | --------------- | ------- |
| 20 juliol 2020   | Anuar Tuhami    | Panathinaikos FC    | Torna de cessió       | Torna de cessió | [ 395 ] |
| 21 juliol 2020   | Álvaro Aguado   | CD Numancia         | Torna de cessió       | Torna de cessió | [ 396 ] |
| 21 juliol 2020   | Marcos André    | CD Mirandés         | Torna de cessió       | Torna de cessió | [ 397 ] |
| 21 juliol 2020   | Luismi          | Reial Oviedo        | Torna de cessió       | Torna de cessió | [ 398 ] |
| 21 juliol 2020   | Moi             | Racing de Santander | Torna de cessió       | Torna de cessió | [ 399 ] |
| 24 juliol 2020   | Chris Ramos     | CD Badajoz          | Torna de cessió       | Torna de cessió | [ 400 ] |
| 4 agost 2020     | Fabián Orellana | SD Eibar            | Traspàs               | de franc        | [ 167 ] |
| 4 agost 2020     | Luis Pérez      | CD Tenerife         | Traspàs               | de franc        | [ 401 ] |
| 8 agost 2020     | Javi Sánchez    | Reial Madrid        | Clàusula de rescissió | €3M             | [ 332 ] |
| 11 agost 2020    | Bruno González  | Llevant UE          | Traspàs               | de franc        | [ 275 ] |
| 28 agost 2020    | Roberto         | West Ham United FC  | Traspàs               | de franc        | [ 402 ] |
| 31 agost 2020    | Shon Weissman   | Wolfsberger         | Traspàs               | €4M             | [ 403 ] |
| 24 setembre 2020 | Jawad El Yamiq  | Genoa CFC           | Traspàs               | No revelat      | [ 404 ] |
| 1 octubre 2020   | Saidy Janko     | FC Porto            | Traspàs               | No revelat      | [ 405 ] |
| 5 octubre 2020   | Jota            | SL Benfica          | Cessió                | Cessió          | [ 406 ] |
| 5 octubre 2020   | Roque Mesa      | Sevilla FC          | Traspàs               | de franc        | [ 380 ] |

### Sortides
| Data             | Jugador           | Destinació              | Tipus           | Preu            | Ref     |
| ---------------- | ----------------- | ----------------------- | --------------- | --------------- | ------- |
| 20 juliol 2020   | Matheus Fernandes | Palmeiras               | Torna de cessió | Torna de cessió | [ 77 ]  |
| 20 juliol 2020   | Raúl García       | Getafe CF               | Torna de cessió | Torna de cessió | [ 194 ] |
| 20 juliol 2020   | Pedro Porro       | Manchester City FC      | Torna de cessió | Torna de cessió | [ 407 ] |
| 20 juliol 2020   | Sandro Ramírez    | Everton FC              | Torna de cessió | Torna de cessió | [ 408 ] |
| 20 juliol 2020   | Enes Ünal         | Vila-real CF            | Torna de cessió | Torna de cessió | [ 409 ] |
| 6 agost 2020     | Víctor García     | CE Sabadell             | Cessió          | Cessió          | [ 410 ] |
| 8 agost 2020     | Stiven Plaza      | Trabzonspor             | Cessió          | €100K           | [ 411 ] |
| 12 agost 2020    | Mohammed Salisu   | Southampton FC          | Traspàs         | €12M            | [ 412 ] |
| 20 agost 2020    | Diego Alende      | CD Lugo                 | Cessió          | Cessió          | [ 413 ] |
| 22 agost 2020    | José Antonio Caro | SD Ponferradina         | Cessió          | Cessió          | [ 414 ] |
| 1 setembre 2020  | Moi               | CF Fuenlabrada          | Cessió          | Cessió          | [ 415 ] |
| 7 setembre 2020  | Anuar Tuhami      | APOEL FC                | Cessió          | Cessió          | [ 416 ] |
| 25 setembre 2020 | Luismi            | Elx CF                  | Traspàs         | de franc        | [ 177 ] |
| 26 setembre 2020 | Antoñito          | Panathinaikos FC        | Traspàs         | de franc        | [ 417 ] |
| 1 octubre 2020   | Álvaro Aguado     | CF Fuenlabrada          | Cessió          | Cessió          | [ 418 ] |
| 3 octubre 2020   | Chris Ramos       | CD Lugo                 | Cessió          | Cessió          | [ 419 ] |
| 5 octubre 2020   | Javi Moyano       | Sense equip             | Descartat       | Descartat       | [ 420 ] |
| 7 octubre 2020   | Hatem Ben Arfa    | FC Girondins de Bordeus | Traspàs         | de franc        | [ 421 ] |

## Vila-real
Entrenador:  Unai Emery (1a temporada)

### Entrades
| Data             | Jugador          | Procedència          | Tipus           | Preu            | Ref     |
| ---------------- | ---------------- | -------------------- | --------------- | --------------- | ------- |
| 20 juliol 2020   | Jaume Costa      | València CF          | Torna de cessió | Torna de cessió | [ 385 ] |
| 20 juliol 2020   | Alfonso Pedraza  | Reial Betis          | Torna de cessió | Torna de cessió | [ 313 ] |
| 20 juliol 2020   | Enes Ünal        | Reial Valladolid     | Torna de cessió | Torna de cessió | [ 409 ] |
| 21 juliol 2020   | Enric Franquesa  | CD Mirandés          | Torna de cessió | Torna de cessió | [ 422 ] |
| 21 juliol 2020   | Miguelón         | SD Huesca            | Torna de cessió | Torna de cessió | [ 254 ] |
| 21 juliol 2020   | Dani Raba        | SD Huesca            | Torna de cessió | Torna de cessió | [ 255 ] |
| 10 agost 2020    | Takefusa Kubo    | Reial Madrid         | Cessió          | €2.5M           | [ 333 ] |
| 12 agost 2020    | Francis Coquelin | València CF          | Traspàs         | €6.5M           | [ 389 ] |
| 12 agost 2020    | Dani Parejo      | València CF          | Traspàs         | de franc        | [ 389 ] |
| 4 setembre 2020  | Gerónimo Rulli   | Reial Societat       | Traspàs         | €5M             | [ 351 ] |
| 15 setembre 2020 | Mario González   | Clermont             | Traspàs         | de franc        | [ 423 ] |
| 16 setembre 2020 | Pervis Estupiñán | Watford FC           | Traspàs         | €15M            | [ 424 ] |
| 22 setembre 2020 | Jorge Cuenca     | FC Barcelona B       | Traspàs         | €2.5M           | [ 425 ] |
| 4 octubre 2020   | Juan Foyth       | Tottenham Hotspur FC | Cessió          | Cessió          | [ 426 ] |

### Sortides
| Data             | Jugador                    | Destinació            | Tipus                 | Preu            | Ref     |
| ---------------- | -------------------------- | --------------------- | --------------------- | --------------- | ------- |
| 20 juliol 2020   | Mariano Barbosa            | Sense equip           | Fi de contracte       | Fi de contracte | [ 427 ] |
| 20 juliol 2020   | Bruno Soriano              | Retirat               | Retirat               | Retirat         | [ 428 ] |
| 20 juliol 2020   | André-Frank Zambo Anguissa | Fulham FC             | Torna de cessió       | Torna de cessió | [ 429 ] |
| 4 agost 2020     | Akram Afif                 | Al Sadd               | Clàusula de rescissió | €1M             | [ 430 ] |
| 4 agost 2020     | Álvaro                     | Olympique de Marsella | Clàusula de rescissió | €5M             | [ 431 ] |
| 4 agost 2020     | Santi Cazorla              | Al Sadd               | Traspàs               | de franc        |         |
| 4 agost 2020     | Karl Toko Ekambi           | Olympique de Lió      | Clàusula de rescissió | €11.5M          | [ 432 ] |
| 4 agost 2020     | Andrei Rațiu               | ADO Den Haag          | Cessió                | Cessió          | [ 433 ] |
| 12 agost 2020    | Enes Ünal                  | Getafe CF             | Traspàs               | €9M             | [ 198 ] |
| 13 agost 2020    | Sergio Lozano              | FC Cartagena          | Cessió                | Cessió          | [ 434 ] |
| 14 agost 2020    | Iván Martín                | CD Mirandés           | Cessió                | Cessió          | [ 435 ] |
| 18 agost 2020    | Xavi Quintillà             | Norwich City FC       | Cessió                | Cessió          | [ 436 ] |
| 25 agost 2020    | Miguelón                   | RCD Espanyol          | Cessió                | Cessió          | [ 437 ] |
| 27 agost 2020    | Enric Franquesa            | Girona FC             | Cessió                | Cessió          | [ 438 ] |
| 28 agost 2020    | Andrés Fernández           | SD Huesca             | Traspàs               | No revelat      | [ 243 ] |
| 7 setembre 2020  | Manu Morlanes              | UD Almería            | Cessió                | Cessió          | [ 439 ] |
| 15 setembre 2020 | Mario González             | CD Tondela            | Cessió                | Cessió          | [ 423 ] |
| 22 setembre 2020 | Jorge Cuenca               | UD Almería            | Cessió                | Cessió          | [ 425 ] |
| 24 setembre 2020 | Javier Ontiveros           | SD Huesca             | Cessió                | €650K           | [ 247 ] |